# 平田竹男
平田 竹男（ひらた　たけお、1960年1月16日 - ）は、大阪府生まれ、大阪府育ちの元通産官僚。早稲田大学大学院スポーツ科学研究科教授。
日本陸上競技連盟理事、日本スポーツ産業学会会長、日本プロテニス協会副理事長 を務める。
元日本サッカー協会専務理事（ジェネラルセクレタリー）、名誉副会長、元内閣官房参与・元内閣官房東京オリンピック競技大会・東京パラリンピック競技大会推進本部 事務局長。

## 来歴・人物
大阪府立大手前高校、横浜国立大学経営学部卒業（1982年）。小学4年から大学2年までサッカーをする。大学卒業後、通商産業省（現・経済産業省）に入省。1987年、ハーバード大学J. F. ケネディ・スクールでMaster of Public Administrationを取得。1988年、在ブラジル二等書記官。1999年、資源エネルギー庁石油部石油企画官。2000年、同石油部開発課長。2001年、同資源･燃料部石油･天然ガス課長。
1989年、通産省のサービス産業室でスポーツビジネス拡大を検討した際、サッカーJSL活性化委員会（プロリーグ化検討委員会）の準備の過程で川淵三郎と知り合い、検討委員会のアドバイザリーボードに加わる。1993年のJリーグ発足にも関わり、その後日本サッカー協会国際委員として2002年日韓W杯招致にも携わる。2002年、日本サッカー協会専務理事（ジェネラルセクレタリー）に就任。現役官僚からの転身として話題となった。代表試合とJリーグとの調整を進めるほか、国際マッチメイク委員会を創設して代表のマッチメイクなど渉外活動に従事した。
2006年、任期満了によって専務理事を退任して名誉副会長となり、2007年7月から参与。
現在早稲田大学スポーツ科学学術院のスポーツ研究科教授。早大での教え子にはシダックスの志太勤、元読売ジャイアンツの桑田真澄、現役競艇選手の江口晃生、日本プロテニス協会理事長の佐藤直子、プロレスラーの石澤常光（ケンドー・カシン）、講談社社長の野間省伸、元サッカー日本代表の相馬直樹、元卓球選手の松下浩二（現在は卓球用品総合メーカー「VICTAS」会長）、水泳指導者の平井伯昌、競輪選手の安福洋一・長塚智広、テレビ東京アナウンサーの大橋未歩、政治家の中山泰秀、大相撲元横綱稀勢の里の荒磯親方（修了後、二所ノ関に名跡変更）らがいる。早大においては専門であるスポーツ科学の他、官僚時代の経験からエネルギー・環境についての講義も担当している。
2007年3月より楽天監査役（非常勤）、2009年より日本陸上競技連盟監事、2010年より一般財団法人東京マラソン財団理事、2013年より内閣官房参与及び東京都参与、内閣官房2020年オリンピック・パラリンピック東京大会推進室室長（現：内閣官房東京オリンピック競技大会・東京パラリンピック競技大会推進本部事務局長）、2018年8月よりTリーグ理事 をそれぞれ務める。2020年9月16日、安倍晋三首相辞任に伴い、内閣官房参与を退職した。9月25日、菅義偉首相により内閣官房参与（文化・スポーツ健康・資源戦略担当）に再任された。
2021年8月、RIZAPの有料ゴルフレッスンを無料で受け、公用車で通っていた事を週刊文春が報じた事を受け、13日に内閣官房参与とオリンピック・パラリンピック推進本部事務局長を辞任し、文部科学省参与の職についても依願免職となった。

## 平田研究室出身者
ソフィアバンク代表の藤沢久美、大相撲力士の安美錦竜児、クララオンライン社長の家本賢太郎、スキー指導者の荒井秀樹、陸上選手の伊東浩司、シダックス社長の志太勤、サッカー選手の相馬直樹、卓球選手の松下浩二、サニーサイドアップグループ社長の次原悦子、テニス選手の坂井利彰、プロレスラーの石澤常光、プロゴルファーの小山武明など多数、水泳指導者の平井伯昌。

## 書籍
- 新潮社（桑田真澄 共著）『新・野球を学問する』（2013年2月）
- 東洋経済新報社 『スポーツビジネス　最強の教科書』（2012年9月）
- ポプラ社 『なでしこジャパンはなぜ世界一になれたのか？』（2011年9月）
- 新潮社（桑田真澄 共著）『野球を学問する』（2010年3月）
- 講談社（中村好男 共著） 『トップスポーツビジネスの最前線2009　ドリーム・ジョブへの道』（2009年12月）
- 新潮社『サッカーという名の戦争－日本代表、外交交渉の裏舞台－』（2009年3月）
- 講談社（中村好男 共著） 『トップスポーツビジネスの最前線2008　夢を実現させる仕事』（2008年9月）
- 講談社（中村好男 共著） 『トップスポーツビジネスの最前線2007　モーニング娘。のフットサル普及ミッションから中田英寿引退プロジェクトまで』（2007年9月）
- 講談社（中村好男 共著） 『トップスポーツビジネスの最前線　勝利と収益を生む戦略』（2006年7月）
- 講談社（中村好男 共著） 『トップスポーツビジネスの最前線　スポーツライティングから放映権ビジネスまで』（2006年7月）
- 講談社（中村好男 共著） 『トップスポーツビジネスの最前線　「勝利」「マーケット」「普及」のトリプルミッション』（2006年7月）